# Lycomimus albocinctus
Lycomimus albocinctus är en skalbaggsart som beskrevs av Julius Melzer 1931. Lycomimus albocinctus ingår i släktet Lycomimus och familjen långhorningar. Inga underarter finns listade i Catalogue of Life.